# Bahnhof Liège-Guillemins
Der Bahnhof Lüttich-Guillemins (französisch Gare de Liège-Guillemins oder kurz Gare des Guillemins, niederländisch Station Luik-Guillemins) ist der wichtigste Bahnhof der belgischen Stadt Lüttich (Liège) in der Region Wallonien und wurde 1842 eröffnet.
Der nach durchgreifendem Um- und Neubau unter der Leitung des Architekten Santiago Calatrava im September 2009 in seiner heutigen Gestalt in Betrieb genommene Bahnhof befindet sich etwas außerhalb der Innenstadt, im Stadtteil Guillemins, der nach einer Niederlassung des Ordens der Wilhelmiten benannt ist. Näher an der Innenstadt liegt der Bahnhof Liège-Saint-Lambert (ehem. Liège-Palais).
Guillemins ist Halt von Eurostar- und ICE-Zügen und damit ein Knotenpunkt im europäischen Hochgeschwindigkeitsnetz. Auch die ÖBB-Nightjet-Züge zwischen Brüssel und Wien halten hier. Außerdem ist er ein bedeutender Bahnhof im Netz der Belgischen Eisenbahnen (NMBS/SNCB) und Schnittpunkt mehrerer IC-Linien und der S-Bahn Lüttich. Es verkehren internationale Personenzüge nach Maastricht (S 43), Aachen (S 41) und Luxemburg (IC 33). Er wird pro Tag von rund 500 Zügen angefahren.

## Geschichte
Der erste aus Holz gebaute Bahnhof wurde am 1. Mai 1842 an der Bahnstrecke aus Brüssel eröffnet, nachdem diese bereits 1838 Ans erreicht hatte. Zwischen 1842 und den 1870er Jahren wurden die Züge zwischen Ans und Lüttich aufgrund hoher Steigung per Kabel gezogen („Plan incliné de la côte d’Ans“). 1863 wurde das vom Architekt A.P.J. Lambeau gestaltete neue Empfangsgebäude errichtet, der ebenfalls die Bahnhöfe Charleroi-Sud, Mons und Namur baute. Für die Weltausstellung 1905 wurde das Gebäude erweitert.
Anlässlich der Elektrifizierung der Bahnstrecke und der Weltausstellung 1958 wurde wiederum 1958 ein neues Gebäude von der Architekturgruppe EGAU (Études en Groupe d’Architecture et d’Urbanisme) gebaut, federführend waren Charles Carlier, Hyacynthe Lhoest und Jules Mozin. Während des belgischen Generalstreiks 1960/61 wurde der Bahnhof am 6. Januar 1961 bei Zusammenstößen zwischen Streikenden und der Polizei beschädigt.

### Bilder der Vorgängerbauten

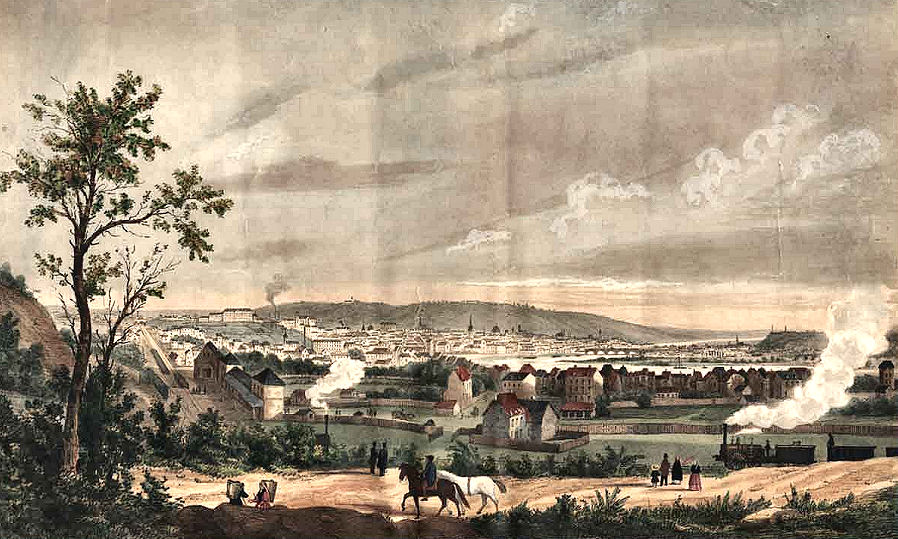
Darstellung des Stadtteils mit Bahnhof um 1845
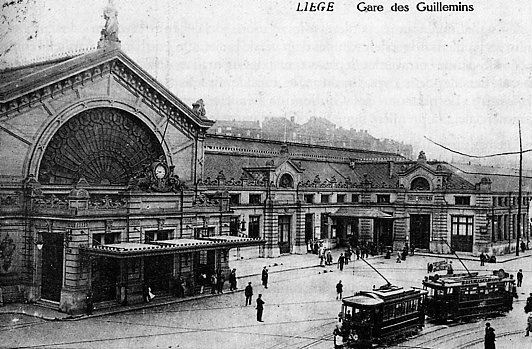
Um 1905
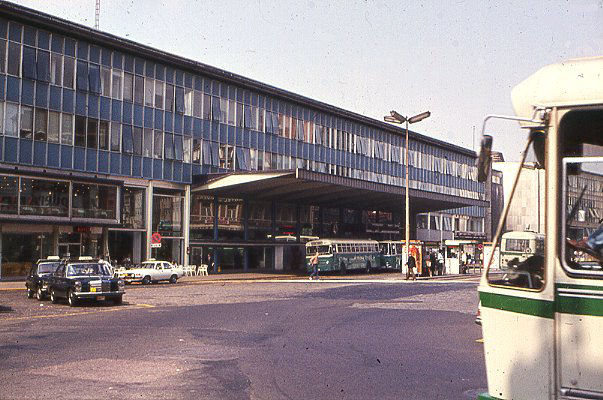
Um 1975
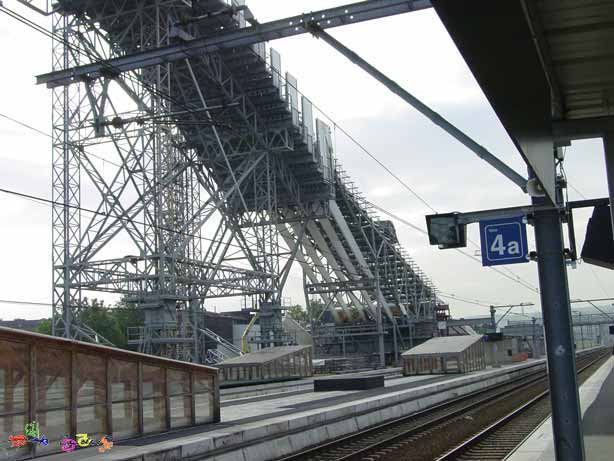
Arbeiten im Mai 2005
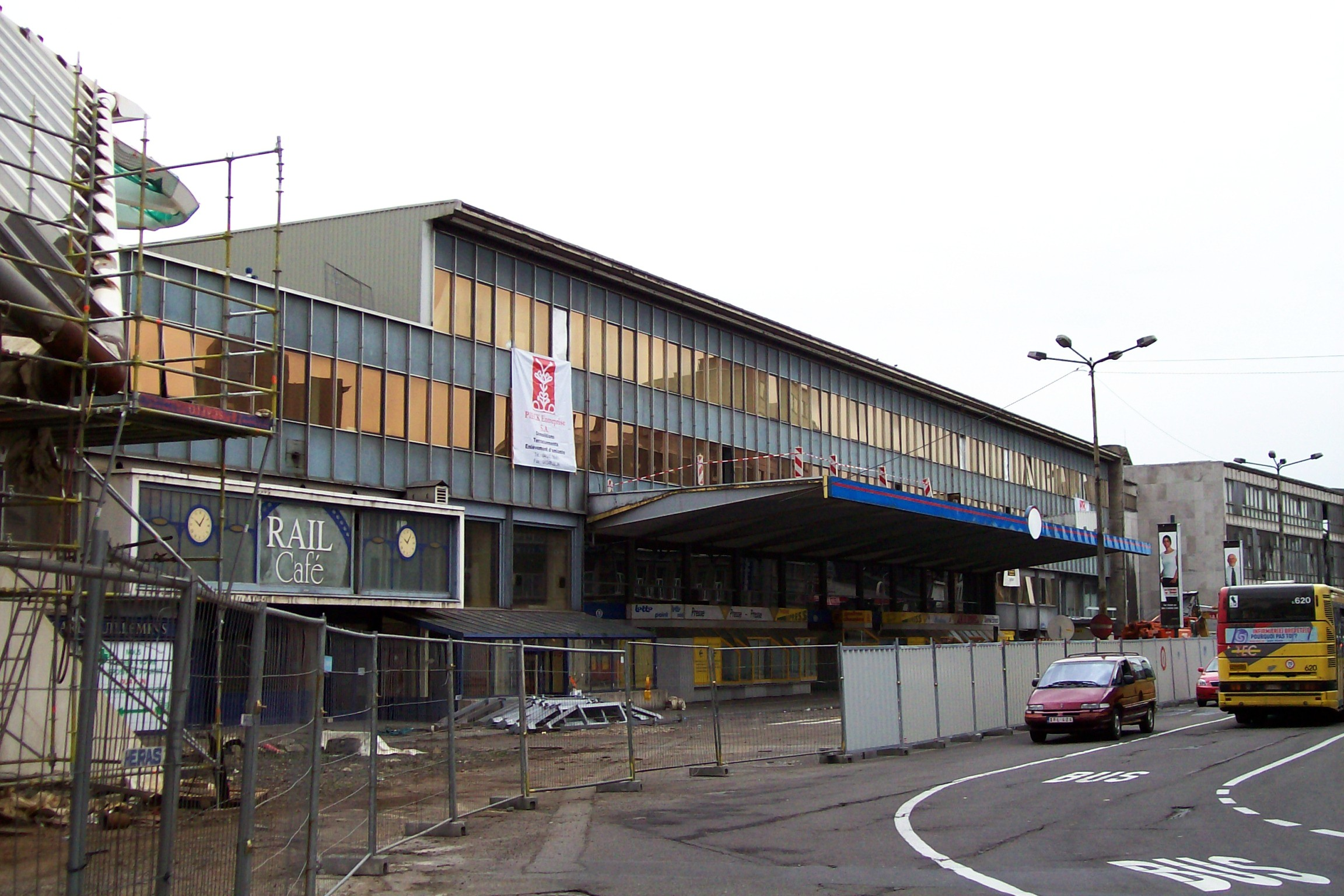
2007, kurz vor Abriss des alten Bahnhofsgebäudes

### Neubau von 2006

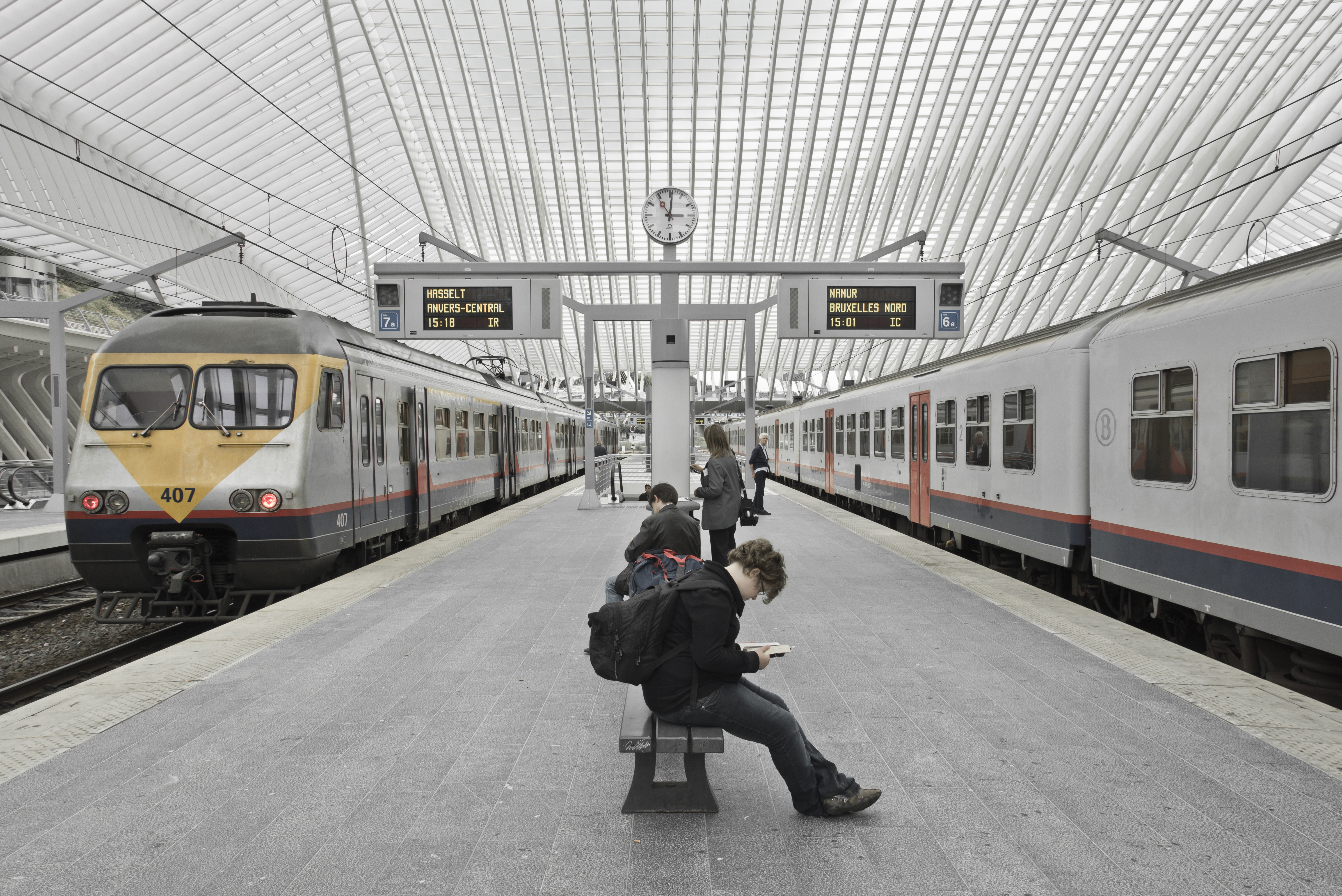
Interieur der neuen Verkehrsstation

Mit Beginn der Hochgeschwindigkeitszüge galt der alte Bahnhof Lüttich-Guillemins von 1958 nicht mehr als zeitgemäß: Die Bahnsteige waren zu schmal und zu stark gekrümmt, außerdem sah der gesamte Bahnhofsbereich heruntergekommen aus. Ferner waren die Platzverhältnisse für die stark angestiegenen Passagierströme zu eng und es mangelte an Komfort. Darüber hinaus schränkten die vielen niveaugleichen Kreuzungen den Zugverkehr ein. Für aktuelle Fernzüge hatten überdies die Bahnsteige keine ausreichende Länge. Da sich eine Renovierung des alten Bahnhofs nicht mehr lohnte, wurde sein Abriss und der Neubau beschlossen.
Nach einem internationalen Wettbewerb wurde das Projekt an den Architekten Santiago Calatrava vergeben. Calatrava hat bereits mehrere Bahnhöfe gestaltet. Er entwarf den neuen Teil des Bahnhofs Stadelhofen in Zürich, den Bahnhof von Luzern, den Bahnhof Lyon-Saint-Exupéry TGV, den intermodalen Bahnhof Oriente in Lissabon und die PATH-Station World Trade Center in New York.
Die Planungen für das neue Bahnhofsgebäude begannen 1996. Es wurden 312 Millionen Euro investiert und unter anderem 10.000 Tonnen Stahl für den 200 Meter langen, auf- und abschwingenden und an eine Schanze erinnernden Bogen bei dem Bahnhofsdach verbaut, welches sich bis zu 40 m über dem modernisierten Gleisbett erhebt. Der Bau hat keine Außenfassade im herkömmlichen Sinn; stattdessen ist der Übergang von innen nach außen nahtlos gestaltet.
Die Streckengleise (Aachen–)Welkenraedt–Lüttich–Brüssel wurden im Zuge des Umbaus auf die Nordseite des Bahnhofs verlegt. Die Einfahrgeschwindigkeit in den Bahnhof wurde von 40 auf 100 km/h erhöht.
Der neue Bahnhof besteht aus Stahl, Glas und weißem Beton. Er hat einen monumentalen Baldachin von 200 m Länge und 35 m Höhe. Er sollte ursprünglich im April 2006 fertiggestellt sein. Tatsächlich wurde er erst am 19. September 2009, zwei Wochen nach der Fertigstellung, eröffnet.

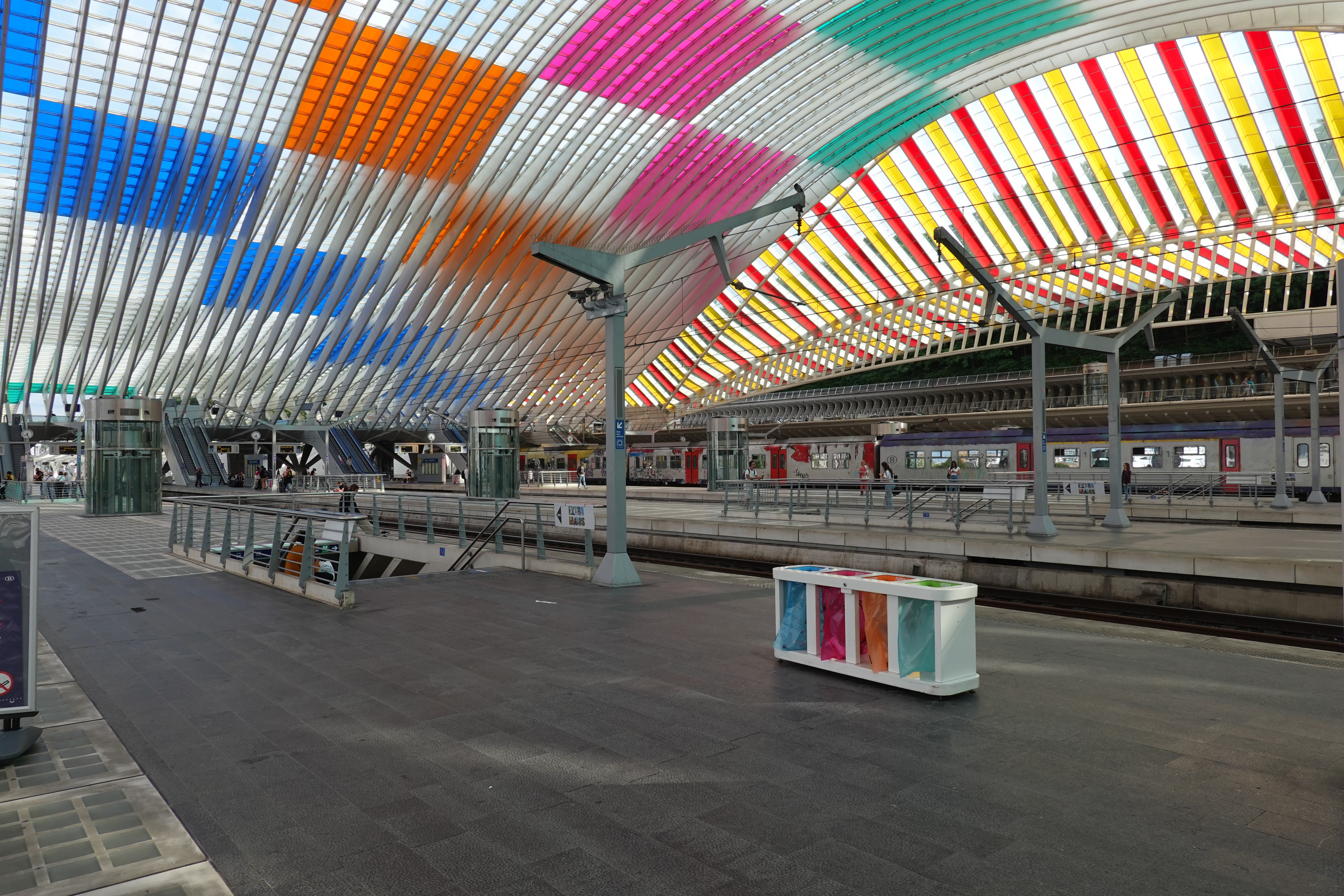
Daniel Burens Installation, 2023

Im Oktober 2022 wurde das Kunstwerk „Comme tombées du ciel, les couleurs in situ et en mouvement“ des Künstlers Daniel Buren eingeweiht. Dafür wurden die Dachflächen der Bahnhofshalle mit farbiger Vinylfolie beklebt. Das Kunstwerk sollte zunächst nur ein Jahr Bestand haben und wurde schließlich bis Juni 2024 verlängert.

## Betrieb und Umfeld
Der Bahnhof Liège-Guillemins liegt am Schnittpunkt folgender Bahnstrecken:
- Strecke 2: Hochgeschwindigkeitsstrecke Brüssel–Lüttich (HSL/LGV 2)
- Strecke 3: Hochgeschwindigkeitsstrecke Lüttich–Aachen (HSL/LGV 3)
- Strecke 34: Bahnstrecke Lüttich–Hasselt
- Strecke 36: Bahnstrecke Brüssel–Lüttich (klassische Strecke)
- Strecke 37: Bahnstrecke Lüttich–Aachen (D, klassische Strecke)
- Strecke 40: Bahnstrecke Lüttich–Maastricht (NL)
- Strecke 43: Bahnstrecke Angleur–Marloie, Richtung Luxemburg
- Strecke 125: Bahnstrecke Lüttich–Namur

Der neue Bahnhof hat neun Gleise. Die Gleise 1 und 2 werden von Eurostar-Zügen und der ICE-International-Linie 79 angefahren; auf den Gleisen 3 und 4 halten Züge nach Brüssel. Es gibt fünf Mittelbahnsteige mit einer Breite von acht Metern. Drei Bahnsteige sind mit einer Nutzlänge von 450 Metern speziell für den Halt von in Doppeltraktion verkehrenden Thalys-Zügen eingerichtet, die beiden übrigen Bahnsteige haben eine Länge von 350 Metern.
Der neue Lütticher Bahnhof wird von der Nationalen Gesellschaft der Belgischen Eisenbahnen als ein Teilstück der Modernisierung der belgischen Eisenbahnverbindungen gesehen, und zwar in der Anbindung Belgiens an die europäische Schnellfahrstrecke Paris–Brüssel–Köln. Seit dem Jahr 2009 beträgt die Fahrzeit zwischen Köln und Lüttich nur noch rund eine Stunde.
Praktisch noch ungelöst ist die Anbindung des neuen Bahnhofs an das städtische Umfeld bzw. die regionale Infrastruktur. Einer wirtschaftlichen und städtebaulichen Aufwertung des Stadtteils stehen voraussehbar die Interessen der jetzigen Bewohner an bezahlbarem Wohnraum und der Wahrung des bisherigen sozialen Umfelds gegenüber.

### Eisenbahn
Stand: 30. Juni 2024
| Linie                | Verlauf | Verlauf | Takt Mo–Fr            | Takt Sa, So                   |
| -------------------- | --- | --- | --------------------- | ----------------------------- |
| ICE 79 (DB ICE)      | Brüssel-Süd – Brüssel-Nord – Liège-Guillemins – Aachen Hauptbahnhof – Köln Hauptbahnhof – (Köln/Bonn Flughafen – Siegburg/Bonn – Montabaur nur einzelne Fahrten halten an diesen Bahnhöfen – Limburg Süd) – Frankfurt Flughafen – Frankfurt (Main) Hauptbahnhof | Brüssel-Süd – Brüssel-Nord – Liège-Guillemins – Aachen Hauptbahnhof – Köln Hauptbahnhof – (Köln/Bonn Flughafen – Siegburg/Bonn – Montabaur nur einzelne Fahrten halten an diesen Bahnhöfen – Limburg Süd) – Frankfurt Flughafen – Frankfurt (Main) Hauptbahnhof                                           | 120 min               | 120 min                       |
| EST 80 (Eurostar)    | Paris-Nord – Brüssel-Süd – Liège-Guillemins – Aachen Hauptbahnhof – Köln Hauptbahnhof – Düsseldorf Hauptbahnhof – (Düsseldorf Flughafen – nur einzelne Fahrten) Duisburg Hauptbahnhof – Essen Hauptbahnhof (– Dortmund Hauptbahnhof nur einzelne Fahrten)       | Paris-Nord – Brüssel-Süd – Liège-Guillemins – Aachen Hauptbahnhof – Köln Hauptbahnhof – Düsseldorf Hauptbahnhof – (Düsseldorf Flughafen – nur einzelne Fahrten) Duisburg Hauptbahnhof – Essen Hauptbahnhof (– Dortmund Hauptbahnhof nur einzelne Fahrten)                                                 | 5 Züge/Tag            | Sa: 5 Züge/Tag So: 4 Züge/Tag |
| Nightjet 425/424     | Berlin Hbf – Berlin Südkreuz – Halle (Saale) Hbf – Erfurt Hbf – Frankfurt (Main) Süd – | Mannheim Hbf (nur Betriebshalt/Flügelung) – Mainz Hbf – Koblenz Hbf – Bonn Hbf – Köln-Ehrenfeld – Aachen Hbf – Liège-Guillemins – Bruxelles-Nord/Brussel-Noord – Bruxelles-Midi/Brussel-Zuid Flügelung in Mannheim, Berlin–Mannheim gemeinsam mit NJ 40424/40469, Wien–Mannheim gemeinsam mit NJ 469/468, | 3 Zugpaare pro Woche  | 3 Zugpaare pro Woche          |
| Nightjet 40425/40468 | Wien Hbf – Wien Meidling – St. Pölten Hbf – Linz Hbf – Salzburg Hbf – Rosenheim – München Ost – | Mannheim Hbf (nur Betriebshalt/Flügelung) – Mainz Hbf – Koblenz Hbf – Bonn Hbf – Köln-Ehrenfeld – Aachen Hbf – Liège-Guillemins – Bruxelles-Nord/Brussel-Noord – Bruxelles-Midi/Brussel-Zuid Flügelung in Mannheim, Berlin–Mannheim gemeinsam mit NJ 40424/40469, Wien–Mannheim gemeinsam mit NJ 469/468, | 3 Zugpaare pro Woche  | 3 Zugpaare pro Woche          |
| IC 01                | Eupen – Welkenraedt – Verviers-Central – Liège-Guillemins – Leuven – Brüssel-Nord – Brüssel-Central – Brüssel-Süd – Gent-Sint-Pieters – Brugge – Oostende | Eupen – Welkenraedt – Verviers-Central – Liège-Guillemins – Leuven – Brüssel-Nord – Brüssel-Central – Brüssel-Süd – Gent-Sint-Pieters – Brugge – Oostende | 60 min                | 60 min                        |
| IC 09                | Antwerpen-Centraal – Antwerpen-Berchem – Lier – Aarschot – Hasselt – Tongern – Liège-Saint-Lambert – Liège-Guillemins | Antwerpen-Centraal – Antwerpen-Berchem – Lier – Aarschot – Hasselt – Tongern – Liège-Saint-Lambert – Liège-Guillemins | –                     | 60 min                        |
| IC 12                | Kortrijk – Gent-Sint-Pieters – Brüssel-Süd – Brüssel-Central – Brüssel-Nord – Leuven – Liège-Guillemins – Verviers-Central – Welkenraedt | Kortrijk – Gent-Sint-Pieters – Brüssel-Süd – Brüssel-Central – Brüssel-Nord – Leuven – Liège-Guillemins – Verviers-Central – Welkenraedt | 60 min                | –                             |
| IC 14                | Quiévrain – Mons – Braine-le-Comte – Brüssel-Süd – Brüssel-Central – Brüssel-Nord – Leuven – Liège-Guillemins | Quiévrain – Mons – Braine-le-Comte – Brüssel-Süd – Brüssel-Central – Brüssel-Nord – Leuven – Liège-Guillemins | 60 min                | –                             |
| IC 18                | Liège-Saint-Lambert – Liège-Guillemins – Huy – Namur – Ottignies – Brüssel-Luxemburg – Brüssel-Schuman – Brüssel-Nord – Brüssel-Central – Brüssel-Süd | Liège-Saint-Lambert – Liège-Guillemins – Huy – Namur – Ottignies – Brüssel-Luxemburg – Brüssel-Schuman – Brüssel-Nord – Brüssel-Central – Brüssel-Süd | 60 min                | –                             |
| IC 25                | (Liers –) Liège-Saint-Lambert – Liège-Guillemins – Namur – Charleroi-Sud – La Louvière-Sud – Mons (– Tournai – Mouscron) | (Liers –) Liège-Saint-Lambert – Liège-Guillemins – Namur – Charleroi-Sud – La Louvière-Sud – Mons (– Tournai – Mouscron) | 60 min nur Liège–Mons | 60 min Liers–Mouscron         |
| IC 33                | Liers – Liège-Saint-Lambert – Liège-Guillemins – Gouvy – Luxemburg | Liers – Liège-Saint-Lambert – Liège-Guillemins – Gouvy – Luxemburg | 120 min               | 120 min                       |
| L 01                 | Liège-Guillemins – Huy – Namur | Liège-Guillemins – Huy – Namur | 60 min                | 120 min                       |
| L 15                 | Liers – Liège-Saint-Lambert – Liège-Guillemins – Rivage – Marloie | Liers – Liège-Saint-Lambert – Liège-Guillemins – Rivage – Marloie | 60 min                | 120 min                       |
| S 41                 | Liège-Saint-Lambert – Liège-Guillemins – Angleur – Pepinster – Verviers-Central – Welkenraedt – Aachen Hbf | Liège-Saint-Lambert – Liège-Guillemins – Angleur – Pepinster – Verviers-Central – Welkenraedt – Aachen Hbf | 60 min                | 60 min                        |
| S 41                 | Hasselt – Tongern – Herstal –- Liège-Saint-Lambert – Liège-Guillemins – Angleur – Pepinster – Verviers-Central | Hasselt – Tongern – Herstal –- Liège-Saint-Lambert – Liège-Guillemins – Angleur – Pepinster – Verviers-Central | 60 min                | -                             |
| S 42                 | Liers – Herstal – Liège-Saint-Lambert – Liège-Guillemins – Seraing – Flémalle-Haute | Liers – Herstal – Liège-Saint-Lambert – Liège-Guillemins – Seraing – Flémalle-Haute | 60 min                | 60 min                        |
| S 43 RE 18           | Liège-Guillemins – Visé – Maastricht – Heerlen – Herzogenrath – Aachen Hbf | Liège-Guillemins – Visé – Maastricht – Heerlen – Herzogenrath – Aachen Hbf | 60 min                | 60 min                        |
| S 44                 | Waremme – Ans – Liège-Guillemins – Bressoux – Visé | Waremme – Ans – Liège-Guillemins – Bressoux – Visé | 60 min                | -                             |
| P                    | verschiedene Verstärkerfahrten | verschiedene Verstärkerfahrten | HVZ                   | –                             |
| ICT                  | verschiedene Fahrten von/zu touristischen Orten | verschiedene Fahrten von/zu touristischen Orten | Touristensaison       | Touristensaison               |

### ÖPNV

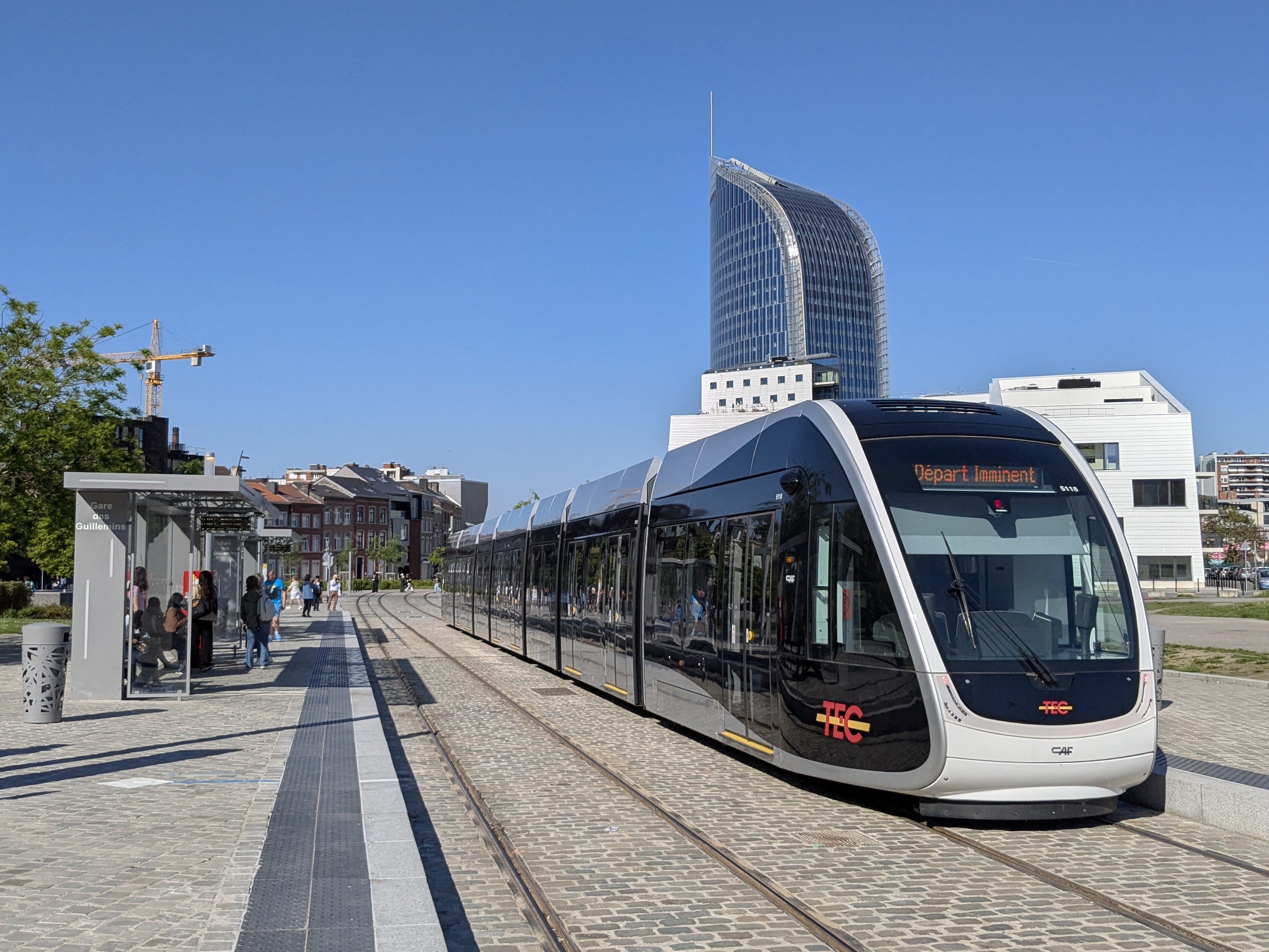
Straßenbahnhaltestelle auf dem Bahnhofsvorplatz

Auf dem Bahnhofsvorplatz befindet sich die Haltestelle der Straßenbahn sowie des innerstädtischen und regionalen Busverkehrs der Verkehrsgesellschaft Transport en Commun (TEC).

## Trivia
Der Bahnhof diente als Drehort für viele Filmproduktionen wie z. B.:
- 2013: Inside Wikileaks – Die fünfte Gewalt (The Fifth Estate)
- 2014: Alarm für Cobra 11 – Die Autobahnpolizei
- 2014: Guardians of the Galaxy
- 2016: Mein ziemlich kleiner Freund (Un homme à la hauteur)
- 2019: Gemini Man

Liège-Guillemins war 1956 ferner der erste Bahnhof weltweit, der Fallblattanzeigen aufwies. Neben einer großen Abfahrtstafel im Empfangsgebäude montierte der italienische Hersteller Solari damals auch auf den Bahnsteigen Zugzielanzeiger mit dieser Technik.